# San Martín Toxpalan
San Martín Toxpalan è un comune del Messico, situato nello stato di Oaxaca.